# Kraljeva vojaška akademija (Belgija)
Kraljeva vojaška akademija (francosko École royale militaire in nizozemsko Koninklijke Militaire School) je vojaška univerza v Belgiji, kjer se izobražujejo častniki Belgijskih oboroženih sil. Ustanovljena je bila leta 1834.
Akademija se nahaja v Bruslju, v zgradbi, katero sta načrtovala arhitekta Henri Maquet in Henri Van Dievoet. 
Akademijo sestavljata dve fakulteti:
- Politehniška fakulteta (magisterij iz strojništva) in
- Fakulteta za družbene in vojaške vede (magisterij iz družbenih in vojaških ved).